# Chanteloup (Eure)
Chanteloup is een plaats en voormalige gemeente in het Franse departement Eure (regio Normandië) en telt 90 inwoners (2009). De plaats maakt deel uit van het arrondissement Évreux. Chanteloup is per 1 januari 2016 gefuseerd met Le Chesne, Les Essarts en Saint-Denis-du-Béhélan tot de gemeente Marbois. 

## Geografie
De oppervlakte van Chanteloup bedraagt 4,3 km², de bevolkingsdichtheid is dus 20,9 inwoners per km².
De onderstaande kaart toont de ligging van Chanteloup (Eure) met de belangrijkste infrastructuur en aangrenzende gemeenten.

## Demografie
Onderstaande figuur toont het verloop van het inwonertal (bron: INSEE-tellingen).